# Fritz Machate
Fritz Machate (16 marzo 1916 – 1999) è stato un calciatore e allenatore di calcio tedesco, di ruolo attaccante.

## Carriera

### Calciatore
Machate inizia la carriera agonistica nel Dresdner SC, che per tutti gli anni '30 e '40 fu una delle squadre più forti della Germania. Durante il suo primo periodo di militanza con il club sassone Machete vinse due coppe di Germania, di cui nell'edizione 1940 fu capocannoniere, oltre che raggiungere la finale della Gauliga 1939-1940, persa contro lo Schalke 04.
Dopo una breve militanza con gli slesiani del Breslauer SpVgg 02, ritorna al Dresdner che lascerà nuovamente per giocare nel STC Hirschberg, con cui raggiungerà gli ottavi di finale della Gauliga 1943-1944.
Dopo un nuovo passaggio al Dresdner, al termine della seconda guerra mondiale si trasferisce nella Germania Ovest, ove giocherà nel 1. FC 01 Bamberga e poi nel St. Pauli.
Con il club di Amburgo nel campionato 1947-1948 disputò la finale del torneo della zona di occupazione britannica in Germania, persa contro i concittadini dell'Amburgo, piazzamento che comunque valse la qualificazione al torneo nazionale per l'assegnazione del titolo di campione tedesco. Machate con il suo club giunse a disputare la semifinale del torneo, perdendola contro i futuri campioni del Norimberga. In quel torneo Machate risultò, con altri tre giocatori, capocannoniere del torneo con tre reti segnate.
Anche la stagione seguente Machate con i suoi giungerà a disputare la fase nazionale del campionato, fermandosi questa volta agli ottavi di finale.

### Allenatore
Lasciato il calcio giocato, allenò il TuRa Bonn ed il Lippstadt 08.

## Palmarès

### Club
- Coppa di Germania: 2

Dresdner: 1940, 1941

### Individuale
- Capocannoniere della Coppa di Germania: 1

1940 (10 gol)
- Capocannoniere della Oberliga: 1

1947-1948 (3 gol)